# Leptotarsus (Phymatopsis) nigrosubcostatus
Leptotarsus (Phymatopsis) nigrosubcostatus is een tweevleugelige uit de familie langpootmuggen (Tipulidae). De soort komt voor in het Australaziatisch gebied.